# Осер (округ)
Осе́р (фр. Auxerre) — округ (фр. Arrondissement) во Франции, один из округов в регионе Бургундия. Департамент округа — Йонна. Супрефектура — Осер.
Население округа на 2006 год составляло 181 731 человек. Плотность населения составляет 52 чел./км². Площадь округа составляет всего 3515 км².